# Pedersker
Pedersker är en tätort (danska: byområde) i Bornholms regionkommun i Region Hovedstaden i östra Danmark. Orten ligger sydöst om staden Åkirkeby, på den sydöstra delen av ön Bornholm och är kyrkby i Pederskers socken.
Tidigare har orten tillhört dåvarande Åkirkeby kommun i Bornholms amt.